# Constantino II de Kajetia
Constantino II (en georgiano: კონსტანტინე II) (Isfahán - Bezhabagh, 28 de diciembre de 1732) también conocido como Mahmād Qulī Khān (მაჰმად ყული-ხანი) en Irán, fue rey de Kajetia en el este de Georgia de la dinastía Bagrationi de 1722 to 1732 bajo la protección de la dinastía safávida de Irán.

## Biografía
Hijo de Heraclio I con una concubina, y hermano de Teimuraz, nació y creció como musulmán en la corte safávida de la corte de Irán. En 1703, el sah de Irán Husséin lo nombró un darugha (prefecto) de su capital, Isfahán. En 1722, el sah lo confirmó como rey de Kajetia tras la muerte del hermano de Constantino, David II (Imam Quli Khan). Al mismo tiempo, le fue otorgado el cargo de gobernador de Ereván, Gəncə y Karabaj. 
Frecuentemente se enfrentó con su vecino y pariente occidental, Vajtang VI de Kartli, que había adoptado una política anti-persa e hizo una alianza con Rusia. El gobierno persa lo depuso en 1723. Por orden del sah, Constantino marchó para tomar el control de la capital de Vajtang, Tiflis. El 4 de mayo de 1723, capturó la ciudad, pero no pudo capturar a Vajtang y ni a su hijo Bakar, que siguieron controlando la provincia de Shida Kartli. 
Mientras tanto, el ejército otomano al mando de Ibrahim Pasha invadió las tierras georgianas para eliminar allí la hegemonía persa. Constantino intentó negociar con el comandante otomano y entregó Tiflis el 12 de junio de 1723. Sin embargo, Vajtang VI logró sobornar a Ibrahim Pasha para que instalase al príncipe Bakar como gobernador de Kartli y arrestó a Constantino. Pronto, Bakar se alió con su antiguo rival, Constantino para conspirar contra los señores otomanos y lo ayudó a huir a sus posesiones en Kajetia. Sin embargo, la revuelta, apoyada por la nobleza de Katli, fracasó y Bakar tuvo que unirse a su padre Vajtang VI en su exilio ruso en 1724. 
Constantino se retiró a las montañas del este de Georgia desde donde lideró la resistencia contra los otomanos. A pesar de sus intentos de unir varios principados en el sureste del Cáucaso, los otomanos hicieron una exitosa campaña en el sur de Azerbaiyán y luego derrotaron a Constantino en el valle de Ateni en septiembre de 1724. Simultáneamente, las incursiones lezghianas devastaron Kajetia y obligaron a Constantino a buscar refugio en las montañas de Pshavi. En 1725, finalmente logró expulsar a los lezghianos de Kajetia y luego los usó para hacer razzias contra las provincias otomanas. En 1730, Constantino se vio obligado a reconocer la supremacía otomana y le reconocieron como rey a cambio de convertirse al islam sunita y aceptar pagar tributos. A principios de la década de 1730, cuando el disidente Nadir Jan comenzó su intento de restaurar el Imperio persa, Constantino se puso de su lado y comenzó a desafiar a la autoridad otomana en el este de Georgia. En 1732, los otomanos enviaron una expedición punitiva bajo Yusuf, pachá de Ajaltsije, quien invitó a Constantino a negociar un alto el fuego en Bezhabagh y lo asesinaron allí en el curso de las negociaciones el 28 de diciembre de 1732.
Los turcos otorgaron el trono a su hermano Teimuraz II, de fe cristiana.